# جون كوبر (لاعب كرة قدم)
جون كوبر (بالإنجليزية: John Cooper)‏ (1 يناير 1898 في المملكة المتحدة - 16 سبتمبر 1975 في المملكة المتحدة) هو لاعب كرة قدم بريطاني (وحمل سابقاً جنسية المملكة المتحدة لبريطانيا العظمى وأيرلندا) في مركز الهجوم. لعب مع نادي ساوثهامبتون ونوتس كاونتي ودارلاستون تاون.